# Perico (Jujuy)
Perico ist eine Stadt im Nordwesten Argentiniens. Sie liegt in der südlichen Provinz Jujuy, 26 Kilometer östlich der Provinzhauptstadt San Salvador de Jujuy und hat 49.125 Einwohner (2010, INDEC).

## Lage
Perico liegt im Tal des Río Grande de Jujuy, der die Quebrada de Humahuaca entwässert. Das bergige Umland gehört zur Vegetationszone des  subtropischen Nebelwaldes, während der Regenwald im Tal zum größten Teil abgeholzt ist und landwirtschaftlich intensiv genutzt wird.

## Geschichte
Die Stadt wurde am 29. Oktober 1813 gegründet.

## Wirtschaft und Verkehr
Rund um Perico wird tropische Landwirtschaft betrieben. Vor allem der Tabakanbau und der Anbau von Zitrusfrüchten sind charakteristisch für die Region.
In der Gemeinde Perico liegt der internationale Flughafen von San Salvador de Jujuy.